# Andinobates
Andinobates is een geslacht van kikkers uit de familie pijlgifkikkers (Dendrobatidae). De groep werd voor het eerst wetenschappelijk beschreven door de groep van biologen Twomey, Brown, Amézquita en Mejía-Vargas in 2011.
Er zijn veertien soorten, inclusief de pas in 2014 beschreven Andinobates geminisae. Alle soorten komen voor in delen van Zuid-Amerika en leven in de landen Colombia, Ecuador en Panama.
De kikkers werden vroeger tot het geslacht Dendrobates gerekend en veel soorten later enige tijd tot het geslacht Ranitomeya.

## Taxonomie
Geslacht Andinobates
- Soort Andinobates abditus
- Soort Andinobates altobueyensis
- Soort Andinobates bombetes
- Soort Andinobates cassidyhornae
- Soort Andinobates claudiae
- Soort Andinobates daleswansoni
- Soort Andinobates dorisswansonae
- Soort Andinobates fulguritus
- Soort Andinobates geminisae
- Soort Andinobates minutus
- Soort Andinobates opisthomelas
- Soort Andinobates tolimensis
- Andinobates victimatus Márquez, Mejía-Vargas, Palacios-Rodríguez, Ramírez-Castañeda & Amézquita, 2017
- Soort Andinobates viridis
- Soort Andinobates virolinensis

Adelphobates · 
Dendrobates · 
Excidobates · 
Minyobates · 
Oophaga · 
Phyllobates · 
Ranitomeya